# Schistophleps bicolora
Schistophleps bicolora är en fjärilsart som beskrevs av Bethune-Baker 1904. Schistophleps bicolora ingår i släktet Schistophleps och familjen björnspinnare. Inga underarter finns listade.